# Всеукраїнські з'їзди залізничників 1917—1918
Всеукраїнські з'їзди залізничників 1917—1918

## I з'їзд
I з'їзд відбувся 12–14 лип. (29 черв. — 1 лип.) 1917 у Харкові за участі понад 300 делегатів від 12 залізниць України. З'їзд заслухав I Універсал УЦР (див. Універсали Української Центральної Ради) і визнав УЦР «найвищим органом влади».
Для об'єднання залізничників у «Всеукраїнську залізнодорожну спілку» був вироблений «Статут Української залізнодорожної громади». До спілки могли увійти всі працівники залізниць, незалежно від національності, за умови підтримки вимоги надання Україні національно-територіальної автономії. Для подальшої організаційної роботи було обране виконавче бюро.

## II з'їзд
II з'їзд відбувся у Києві 9–12 вересня (27–30 серпня) 1917. Він об'єднався із з'їздом робітників шосейних і водних шляхів у Всеукраїнський з'їзд працівників залізниць та інших шляхів, а також товариства «Праця». На з'їзді було розглянуто організаційні питання, обговорено заходи з поліпшення стану залізниць України, висловлено підтримку ініціативи створення залізничного Вільного козацтва. Делегати обрали виконавче бюро з'їзду, Раду шляхів та Головну залізнодорожну раду.

## III з'їзд
III Всеукр. з'їзд залізничників проходив у Києві в травні 1918.